# Шматько Данило Васильович
Данило Васильович Шматько (Шматьков) (1896 — ?) — український радянський діяч, залізничник, новатор виробництва, машиніст паровоза, начальник депо Нижньодніпровськ-вузол Сталінської залізниці Дніпропетровської області. Депутат Верховної Ради СРСР 1-го скликання.

## Біографія
Освіта початкова.
Член РКП(б) з 1918 року.
Учасник Громадянської війни в Росії, служив машиністом бронепоїзда 1-го Орловського революційного загону Чапаєвської дивізії РСЧА.
З 1920-х років — машиніст паровоза депо станція Синельникове Катерининської (Сталінської) залізниці на Дніпропетровщині. З 1935 року — машиніст паровоза депо Нижньодніпровськ-вузол Сталінської залізниці Дніпропетровської області.
З 1938 року — начальник депо Нижньодніпровськ-вузол Сталінської залізниці Дніпропетровської області.

## Нагороди
- значок «Почесного залізничника»